# Олександрівка (Першотравневська сільська громада)
Олекса́ндрівка (в минулому — Блюменгоф, Борзенкове) — село в Україні, у Нікопольському районі Дніпропетровської області. Входить до складу Першотравневської сільської громади. Населення — 17 мешканців.

## Географія
Село Олександрівка знаходиться на правому березі річки Солона, вище за течією на відстані 1,5 км розташоване село Мар'ївка, нижче за течією на відстані 2 км розташоване село Хмельницьке, на протилежному березі - село Шахтар. По селу протікає пересихаючий струмок.
Олександрівка положена за 105 км на південний захід від Дніпра.

## Археологія
На околиці Олександрівки досліджено поселення епохи пізньої бронзи (XII ст. до Р. Х.) та черняхівської культури (II-VI ст. Р. Х.).

## Історія
Блюменгоф засновано 1866 року як лютерансько-менонітська колонія.
Станом на 1886 рік у німецькій колонії Блюменгоф (BLUMENHOF) Миколайтальської (Ново-Софіївської) волості Катеринославського повіту Катеринославської губернії мешкало 70 осіб, налічувалось 12 дворових господарств, існувала школа.
Інші назви села: Перша Олександрівка й Борзенкове.
Лютеранські парафії Пришиб і Кронау. Землі Блюменгоф 745 десятин.
7 (20) листопада 1917 року, відповідно до Третього Універсалу Української Центральної Ради, увійшло до складу Української Народної Республіки.  
За радянської влади Блюменгоф відносився до Сталіндорфського (Фрізендорфський) / Шолоховського району. 1926 року перейменовано на  Олександрівку.
До 2017 року орган місцевого самоврядування — Чистопільська сільська рада.
12 червня 2020 року, відповідно до розпорядження Кабінету Міністрів України № 709-р від «Про визначення адміністративних центрів та затвердження територій територіальних громад Дніпропетровської області», увійшло до складу Першотравневської сільської громади.
19 липня 2020 року, в результаті адміністративно-територіальної реформи і ліквідації Нікопольського району(1923—2020), село увійшло до складу новоутвореного Нікопольського району.
| рік  | мешканців |
| ---- | --------- |
| 1885 | 70        |
| 1897 | 40        |
| 1908 | 68        |
| 1911 | 64        |
| 1918 | 106       |
| 1925 | 96        |
| 2001 | 17        |